# Aardbeving Guerrero-Oaxaca 2012
De aardbeving in Guerrero-Oaxaca in 2012 vond plaats op 20 maart 2012 en had een momentmagnitude van 7,4. In de Mexicaanse hoofdstad Mexico-Stad werd de beving bijzonder sterk gevoeld. Het epicentrum van de aardbeving lag in de staat Guerrero en Oaxaca.

## De beving
De beving vond plaats op 20 maart 2012 om 12.02 uur plaatselijke tijd (18.02 uur UTC). Het epicentrum lag in Guerrero, even ten noordwesten van de stad Ometepec. De beving trof de staten Oaxaca, Mexico, Puebla, Veracruz en het Federaal District. Schokken werden geregistreerd tot Ometepec en San Juan Cacahuatepec.